# Glasbruchmelder
Glasbruchmelder dienen dazu, den Bruch einer Fensterscheibe zu erkennen, um vor Einbrüchen zu schützen. Sie dienen der Außenhautüberwachung bei Einbruchmeldeanlagen.
Man unterscheidet verschiedene Varianten von Glasbruchmeldern.

## Passive Sensoren

### Akustische Glasbruchmelder
Akustische Glasbruchmelder reagieren auf Luftschall und werden im Raum der zu überwachenden Glasfläche montiert. Sie haben ein eingebautes Mikrofon und reagieren auf charakteristische Frequenzen, die bei Bruch eines Glases entstehen. In der Regel sind dies tiefe Frequenzen (Einschlagen) und anschließend hohe Frequenzen (Glassplittern) sowie ggf. auch Infraschallwellen (Luftdruckänderungen), die beim Scheibendurchbruch entstehen. Die typische Mindestscheibengröße zur Auslösung beträgt etwa 30 cm × 30 cm. Dies verhindert sicher ein Auslösen durch zerbrechende Trinkgläser. Der maximale Abstand des Glasbruchmelders zur Scheibe beträgt sieben bis zehn Meter. Es werden dabei alle Scheiben innerhalb dieses Radius überwacht. Akustische Glasbruchmelder benötigen eine Versorgungsspannung, die von einer herkömmlichen Batterie oder über die Verdrahtung geliefert wird.

### Passive Glasbruchmelder

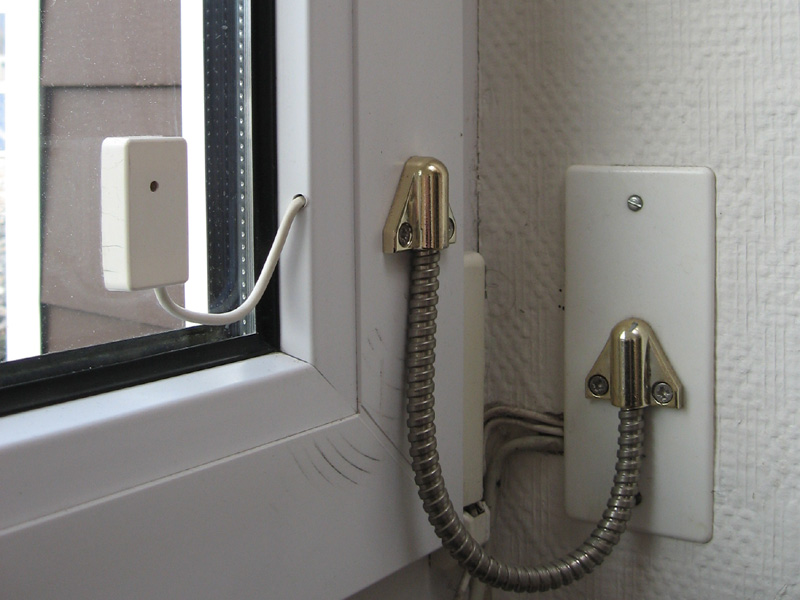
Passiver Glasbruchmelder

Passive Glasbruchmelder arbeiten ebenfalls akustisch, werden jedoch direkt auf die zu überwachende Glasfläche geklebt und registrieren Körperschall. Ein piezoelektrischer Sensor reagiert auf typische Glasbruchschwingungen im Bereich um 100 kHz, die bei Zerstörung der Scheibe entstehen. Ein Auslösen durch Klopfen an die Glasscheibe ist nicht möglich. Der Überwachungsradius auf der Scheibe liegt zwischen 1,5 und 3 Metern. Von Glasschneidern hervorgerufenen Geräusche werden meist nicht erkannt.
Passive Glasbruchmelder sind in drei Ausführungen erhältlich:
1. Linienspeisung: Die Anschlüsse sind zur Alarmauslösung in Serie geschaltet. Die Spannungsversorgung erfolgt durch die Alarmanlage (bis VdS Klasse B).[1]
2. Separate Versorgungsspannung: Die Melder haben potentialfreie, in Serie schaltbare Relaiskontakte, benötigen jedoch eine eigene Stromversorgung. Solche Melder können an jede Einbruchmeldeanlage angeschlossen werden (bis VdS Klasse B).
3. Keine Versorgungsspannung: Der Sensor löst mittels Piezoeffekt eigenständig aus.

## Aktive Glasbruchmelder
Aktive Glasbruchmelder bestehen aus einem Ultraschallsender und einem oder mehreren Empfängern. Sender und Empfänger sind auf der Scheibe angebracht und sind heutzutage oft im selben Gehäuse untergebracht. Wird die Scheibe eingedrückt oder beschädigt, so ändert sich das Übertragungsmedium (Glas) zwischen Sender und Empfänger. Aktive Glasbruchmelder benötigen eine eigene Versorgungsspannung und entsprechen der höchsten Sicherheitsklasse (bis VdS Klasse C).

## Glasbruchmelder mit Alarmdrähten
Beim Alarmglas ist in einer Ecke der Glasscheibe ein Netz aus elektrischen Leitern, eine „Alarmspinne“, auf dem Glas aufgebracht oder im Glas eingelassen. Bei Bruch des Glases werden die Leiter der Alarmspinne unterbrochen und es wird Alarm ausgelöst.
Früher fanden auch Glasbruchmelder mit Alarmdrähten oder Alarmfolien (Normbezeichnung: Flächenschutz, Kurzzeichen: FÜ) als Alarmmelder zur Absicherung von Flächen gegen Durchbruch Verwendung. Dabei wurde der Alarmdraht zwischen den Glasscheiben der zu sichernden Glasfläche angebracht. Wenn der stromdurchflossene Draht zerriss, wurde durch das Unterbrechen des Stromkreislaufes der Alarm ausgelöst.